# Naudedrillia mitromorpha
Naudedrillia mitromorpha é uma espécie de gastrópode do gênero Naudedrillia, pertencente a família Pseudomelatomidae.